# Будинок із привидами (фільм, 1963)
«Будинок із привидами» («Привид будинку на пагорбі») (англ. The Haunting) — британський фільм жахів 1963 року режисера і продюсера Роберта Вайза. Фільм знято за мотивами роману «Привид будинку на пагорбі» американської письменниці Ширлі Джексон. Фільм має рімейк 1999 року.

## Сюжет
Для перевірки загадкового характеру садиби Hill House, побудованої близько ста років тому для своєї нової дружини і дитини мільйонером Хью Крейном, доктор Марквей запрошує трьох осіб. Це спадкоємець будинку Люк Сандерсон-молодий чоловік, Елеанор, яка підсвідомо відчуває себе винною у смерті матері і Теодора, що володіє здібностями медіума. Вони дізнаються, що перша дружина Крейна загинула під час поїздки до садиби, випавши з візка. Друга дружина загинула вже всередині будинку, впавши зі сходів. Сам Хью Крейн потонув. Залишилася лише його дочка Ебігейл, яка померла, коли доглядальниця не відгукнулася на її крик про допомогу. Доглядальниця, що успадкувала будинок, незабаром теж покінчила життя самогубством. 
Під час проведення дослідження починають відбуватись дивні речі, які доводять, що будинок наповнений привидами.

## У ролях
| Актор          | Роль                |
| -------------- | ------------------- |
| Джулі Гарріс   | Елеонора "Нел" Венс |
| Клер Блум      | Тео                 |
| Річард Джонсон | доктор Джон Марквей |
| Расс Тамблін   | Люк Сандерсон       |